# Isothecium ceylonense
Isothecium ceylonense är en bladmossart som beskrevs av Fleischer 1908. Isothecium ceylonense ingår i släktet svansmossor, och familjen Brachytheciaceae. Inga underarter finns listade i Catalogue of Life.